# William Carter (fotograf)
William Carter (25. prosince 1934 – 1. ledna 2025) byl americký fotograf.

## Život a kariéra
Carter se narodil v Los Angeles 25. prosince 1934. Vystudoval Stanford University v roce 1957. Přestěhoval se do Berkeley v Kalifornii a stal se profesionálním fotografem, spisovatelem a editorem. Carter žil v New Yorku v letech 1961 až 1963 a pracoval jako redaktor pro vydavatelství Harper &amp; Row. Se sídlem v Bejrútu, Libanon 1964–1966 publikoval fotografie a články na témata, jako jsou Kurdové v Iráku v magazínech Life, Sunday Times, Geographical Magazine a další. V letech 1966–1969 byl na volné noze v Londýně a dělal úkoly pro The New York Times, Women's Wear Daily a TWA's Annual Report.
Po návratu do San Francisca v roce 1969 se Carter obrátil k dlouhodobějším projektům. Svou první knihu textů a obrázků, Ghost Towns of the West, vydal v roce 1971 – hloubkovou studii o rozmachu těžařských měst, která se zachovala ve vysoce suchých klimatických zónách amerického západu. Jeho druhá kniha, Middle West Country, vyšla v roce 1975 – působivá historická studie Středozápadu od nejstarších osídlení evropskými farmáři až po současnou éru mechanizovaného zemědělství. V roce 1991 Carterův celoživotní zájem o neworleanský jazz vedl k vytvoření jeho třetí knihy textů a fotografií, Preservation Hall.
Stále více přitahován ke klasické výtvarné fotografii, v roce 1996 vydal knihu aktů Illuminations.
Pak přišla Carterova pátá kniha, Causes and Spirits: Photographs from Five Decades. Vydal Steidl v roce 2011, je to fotoocenění lidstva na celém světě. Nadšené recenze zahrnovaly tuto pasáž Matta Damskera na Photocentral.com:
„Půlstoletí kariéry Williama Cartera jako jednoho z předních světových fotožurnalistů přineslo nespočet snímků, které silně a soucitně přispěly k vizuální gramatice, kterou si spojujeme s tak odlišnými místy, jako je americký západ a středozápad, Evropa, Střední východ a Indie.“
Poté, co ve svých dvaceti letech absolvoval celostátní turné a nahrál jako klarinetista s Turk Murphy 's Jazz Band, zůstal William Carter aktivní jako poloprofesionální jazzový hudebník až do svých osmdesáti let. Od roku 1990 do roku 2015 působil jako předseda nadace San Francisco Traditional Jazz Foundation. V roce 2015 uspořádal výstavu svých jazzových a bluesových fotografií, včetně portrétů Louise Armstronga darovaných Armstrong House and Museum v Queensu v New Yorku.
Desetiletí cestovatelské fotografie Cartera zavedly do celého světa – Irsko, Anglie, Francie, Skotsko, Itálie, Německo, Holandsko, Španělsko, Indie, Tibet, Hong Kong, Jugoslávie, Maďarsko, Vietnam, Gaza, Západní břeh Jordánu, Libanon, Sýrie, Jordánsko, Izrael, Uzbekistán, Mexiko, Kanada, Kostarika. Blíže k domovu dokumentoval porody a péči o předčasně narozené děti na novorozeneckém oddělení Stanfordské univerzitní nemocnice.
Fotografie Williama Cartera byly vystaveny po celých USA a v Evropě. Více než 250 jeho černobílých tisků je součástí stálé sbírky Muzea J. Paula Gettyho v Los Angeles. Jeden z aktů od Cartera byl vystaven na přehledné výstavě 150letého období tohoto žánru v letech 2007–2008 v Getty Museum. Čtyři z jeho tisků z Blízkého východu byly vystaveny v Getty v "Engaged Observers", což byl hlavní průzkum fotožurnalistiky z roku 1960. Čtyři Carterovy fotografie západní Ameriky byly vystaveny v Sanfranciském muzeu moderního umění; další, „Near Jerome, Arizona, 1970“, bylo pověšeno při slavnostním znovuotevření tohoto muzea v roce 2016. Jeho klasické akty byly představeny v 90. letech v Galerii zur Stockeregg ve švýcarském Curychu – tehdejší přední fotografické galerii v kontinentální Evropě.
Carter byl zakládajícím členem představenstva Photo Alliance, San Francisco, v roce 1996. V letech 1996 až 2001 sloužil v představenstvu Humanities West v San Franciscu, kde produkoval programy o Jeruzalémě a New Orleans. A byl zakládajícím členem Rady pro fotografie v Muzeu J. Paula Gettyho od roku 2005 do roku 2012.
Carter zemřel v Oaklandu v Kalifornii 1. ledna 2025 ve věku 90 let.

## Sbírky
Sbírky obsahující fotografie Williama Cartera:
- Národní galerie ve Washingtonu, Washington, DC
- Muzeum J. Paula Gettyho, Los Angeles, Kalifornie[6]
- Muzeum umění Houston, Texas
- Texaská univerzita v Austinu, Austin, Texas
- Sanfranciské muzeum moderního umění, Kalifornie
- Portland Art Museum, Portland, Oregon
- Santa Barbara Museum of Art, Santa Barbara, Kalifornie
- Centrum pro kreativní fotografii, Tucson, Arizona
- Museum of Contemporary Photography, Columbia College, Chicago
- John and Mable Ringling Museum of Art, Sarasota, Florida
- Davison Art Center, Wesleyan University, Connecticut
- Muzeum designu školy Rhode Island, Providence, Rhode Island
- Fogg Museum, Harvard University, Cambridge, Massachusetts
- Cantor Center for Visual Arts, Stanford University
- Louis Armstrong Jazz Foundation, Queens, New York
- Folkwang Museum, Essen, Německo
- Muzeum Ludwigových, Kolín nad Rýnem, Německo
- Sbírka Paříž Audio-Visual, Francie
- Francouzská národní knihovna, Paříž
- Královská fotografická společnost, Bath, Anglie